# Władysław Woźnik
Władysław Woźnik (ur. 4 kwietnia 1901 w Krakowie, zm. 17 grudnia 1959 tamże) – polski aktor i reżyser.

## Życiorys
Absolwent Miejskiej Szkoły Dramatycznej, wieloletni współpracownik Teatru im Słowackiego i Teatru Cricot. Był dyrektorem Teatru im. Wyspiańskiego w Katowicach (1949–1951) i Teatru Polskiego w Poznaniu (1951–1953), wicedyrektor Teatru im. Słowackiego (1945–1946). Od 1946 także wykładowca PWST w Krakowie (dyrektor w latach 1947–1949, dziekan Wydziału Aktorskiego od 1953).
Został pochowany w alei zasłużonych cmentarza Rakowickiego (kwatera LXVII-płn. 1-5).

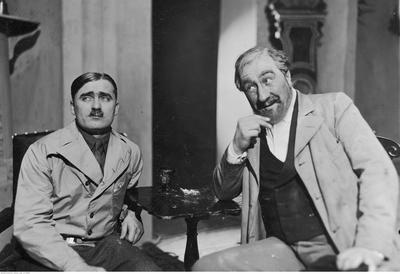
Przedstawienie „Rodzina” Antoniego Słonimskiego w Teatrze Miejskim im. Juliusza Słowackiego w Krakowie. Od lewej: Władysław Woźnik jako Hans, Ludwik Ruszkowski jako Rosenberg

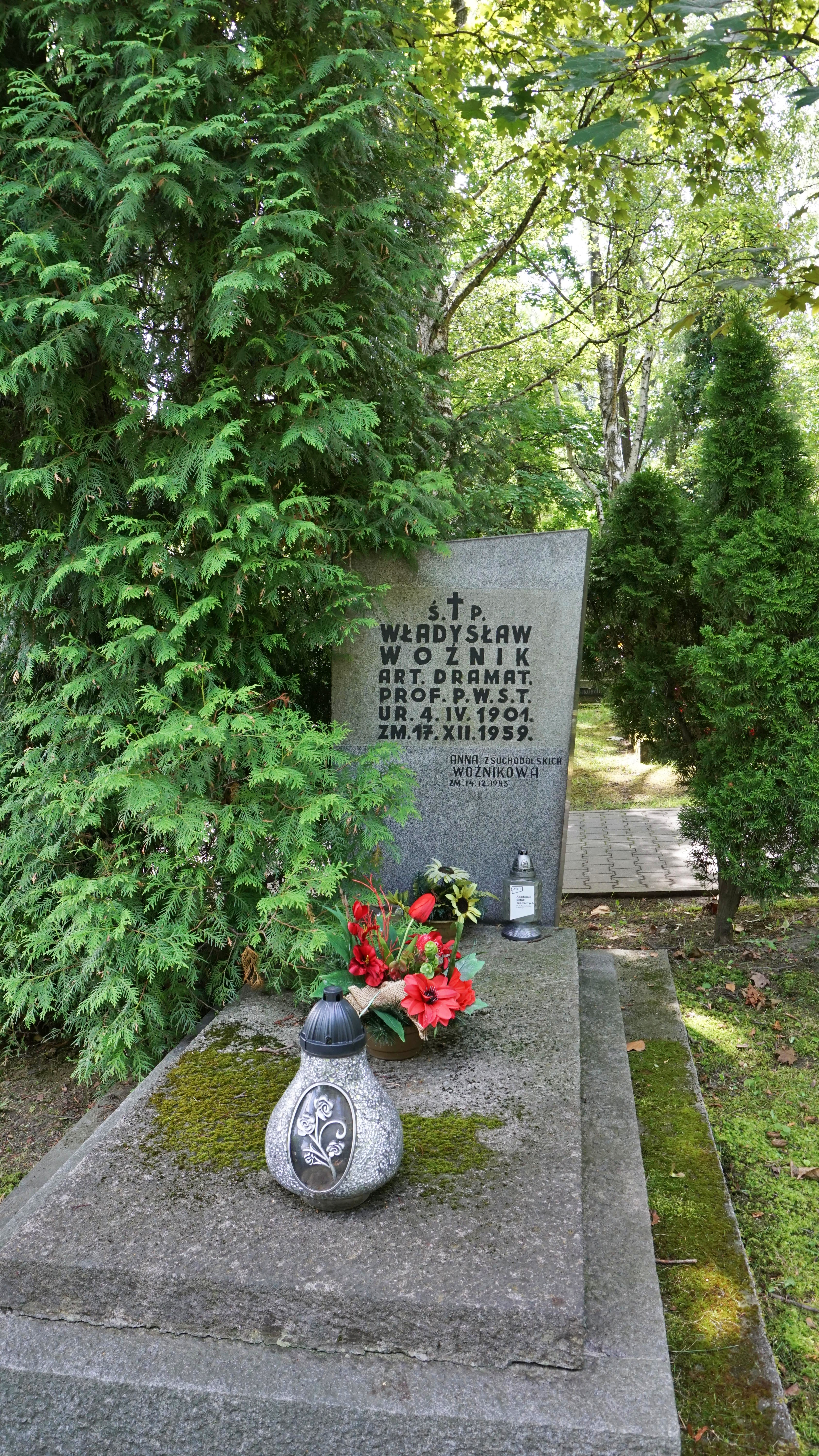
Grób Władysława Woźnika na cmentarzu Rakowickim

## Odznaczenia
- Krzyż Komandorski Orderu Odrodzenia Polski (1959)[4],
- Krzyż Kawalerski Orderu Odrodzenia Polski,
- Medal 10-lecia Polski Ludowej (28 stycznia 1955)[5].

## Filmografia
- 1957: Zagubione uczucia jako majster Kazimierz Gołębiowski, sąsiad Stańczakowej
- 1956: Zemsta jako majster murarski
- 1950: Pierwszy start jako Władysław Woźniak, komendant szkoły